# Fernando Braz da Costa
Fernando Braz da Costa (Águeda, 1 de Fevereiro de 1932) é um poeta popular com grande parte da sua obra dedicada a cantar a sua terra. Entre as suas obras figuram Águeda que eu vivi, Os Lemos da Trofa e Poemas da Minha Lavra. Tem várias peças da sua obra publicados em jornais da sua região. Em algumas obras utiliza o pseudónimo Braz dos Kiwis.

## Biografia
Filho de Custódio Martins da Costa e de Palmira Braz de Oliveira. Frequentou as escolas primárias de Águeda, da Giesteira, do Caramulo e de Silgueiros de Bodiosa. Fez em Viseu os exames da 4ª Classe e de Admissão ao Seminário de Fornos de Algodres. Apesar das boas classificações obtidas neste exame, não viria a ingressar no seminário por falta de possibilidades da família para adquirir o exigido enxoval. Frequentou a Escola Comercial e Industrial Dr. Azevedo Neves, em Viseu, durante um ano, após o que se viu impossibilitado de prosseguir os estudos.
Partiu, aos doze anos, para a Marinha Grande para trabalhar por turnos na Fábrica de Vidro Ricardo dos Santos Galo e Filho. Em 1944 regressou a Águeda para trabalhar na indústria de ferragens: inicialmente na  Fábrica Ferragens Reunidas de Águeda, Lda; dois anos depois na empresa Canário Lucas & Irmão e mais tarde na Joaquim Valente de Almeida onde permaneceu até os 18 anos.
Em 1953 ingressou no serviço militar tendo passado pelo Regimento de Artilharia Antiaérea Fixa de Queluz, Regimento de Artilharia Pesada da Figueira da Foz, Regimento de Infantaria 12 em Coimbra, Centro de Instrução Automobilista da Figueira da Foz e Regimento de Caçadores 5 de Campolide. Em 1955 fez parte da 1ª Expedição à Índia Portuguesa após a tomada de Dadrá e Nagar-Aveli, incorporado no Batalhão de Caçadores da Índia.
Fez parte da Selecção de Voleibol de Velha Goa em 1956. Dançou no Rancho Regional do Cabo. Aos 18 anos de idade iniciou a sua actividade de ensaiador de Grupos de Folclore, tendo passado por grupos como o Rancho Flores da Mocidade de Paredes de Águeda, Rancho Regional do Cabo de Assequins - Águeda, Rancho Folclórico Os Malmequeres de Campinho de Albergaria-a-Velha, Rancho Folclórico de Crastovães de Águeda e Rancho Folclórico de Eixo de Aveiro.
Iniciou a actividade comercial vendendo fruta de porta em porta com o auxílio de um carro-de-mão e mais tarde de uma motorizada, até à aquisição do seu primeiro furgão. Em 1966 estabeleceu-se na baixa da cidade de Águeda onde conduziu a Casa Braz durante 40 anos. A Casa Braz inicialmente focada no slogan ‘Frutas das Melhores Procedências’,  viria mais tarde a ganhar notoriedade ao especializar-se em doçaria tradicional da região de Águeda.